# Pico del Sagrado Corazón
El Pico del Sagrado Corazón o Pico San Carlos, es una de las cumbres del Macizo de Ándara, en los Picos de Europa, en el límite de los municipios cántabros de Cillorigo de Liébana y Camaleño (España).

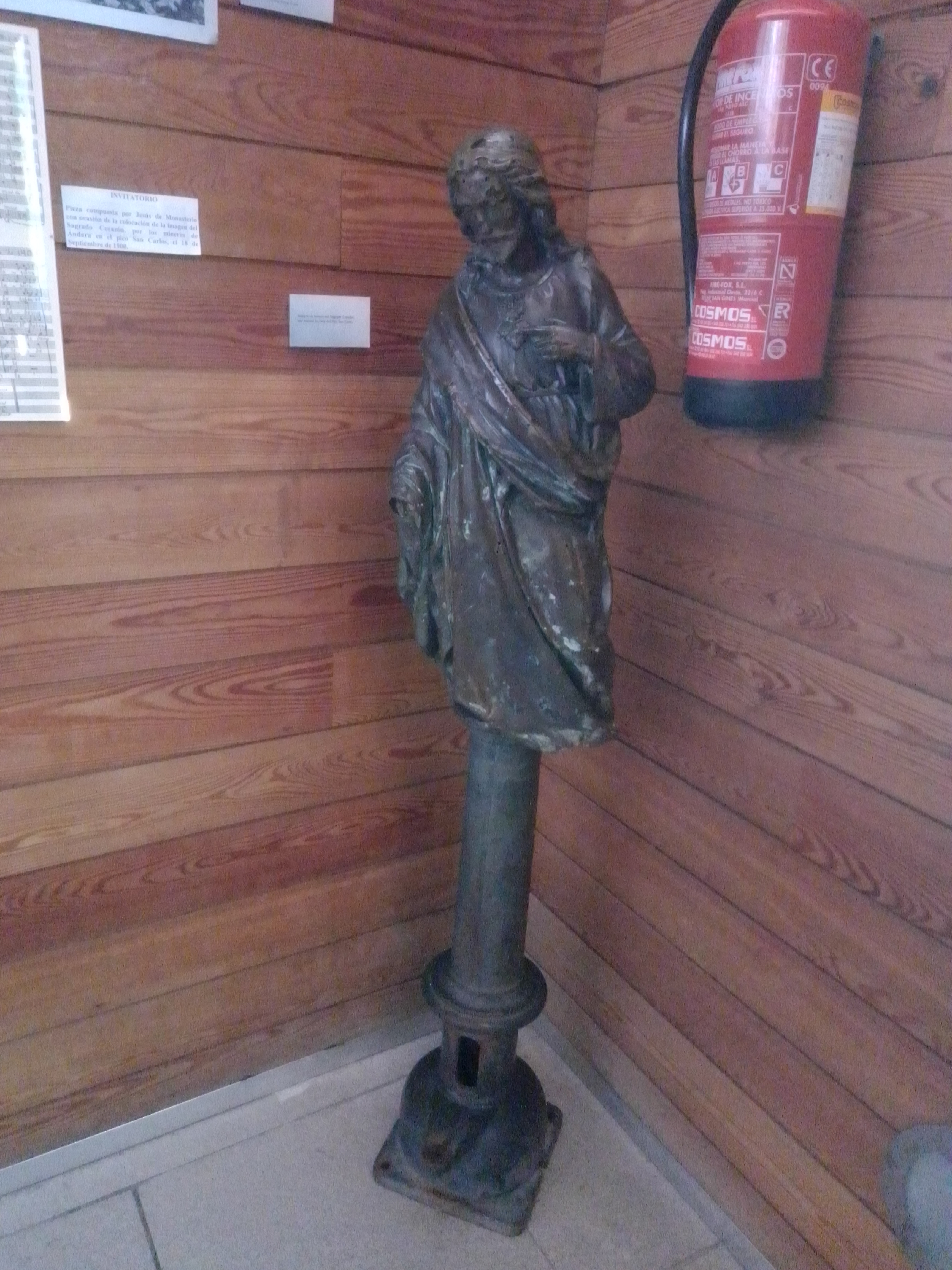
Imagen en bronce del Sagrado Corazón que coronó la cima del pico (Centro de Interpretación de Los Picos de Europa en Tama)

Originariamente se llama Pico San Carlos, pero es también conocido como Pico del Sagrado Corazón por existir en su cima una imagen del Sagrado Corazón de Jesús, colocada en el año 1900. Posee un vértice geodésico cuya altitud es de 2211,50 m s. n. m. en la base del pilar.
El acceso más cómodo es desde la localidad asturiana de Sotres, por el camino de los Invernales de la Caballar, físicamente adecuado para el tránsito de vehículos todo terreno. A unos tres kilómetros se llega al Collado Barreda, donde hay que desviarse a la derecha hacia las Minas de Ándara. Otros tres kilómetros más allá ha de seguirse a pie, subiendo al Collado de San Carlos y de allí, hacia el sur, a la cima, que queda a unos 700 metros. Desde las minas hasta el alto se tarda una hora y veinte minutos. 
A esta cumbre se asciende en procesión el primer domingo de agosto desde Bejes cada cinco años, en aquellos que acaban en 0 o en 5, se culmina el pico y luego se vuelve a descender, ya de noche, a la luz de las antorchas.